# Kunpho állomás
Kunpho (Gunpo) állomás a szöuli metró 1-es vonalának állomása Kjonggi (Gyeonggi) tartomány Kunpho (Gunpo) városában.

## Viszonylatok
| 1-es vonal                                     | 1-es vonal                                    | 1-es vonal                                                                      |
| ---------------------------------------------- | --------------------------------------------- | ------------------------------------------------------------------------------- |
| Anjang (Anyang) Szöul felé                     | Kjongbu (Gyeongbu) szakasz zöld expresszvonat | Ivang (Uiwang) Cshonan (Cheonan) felé                                           |
| Kumdzsong (Geumjeong) Szojoszan (Soyosan) felé | Kjongbu (Gyeongbu) szakasz személyvonat       | Tangdzsong (Dangjeong ) Szodongthan (Seodongtan) vagy Sincshang (Sinchang) felé |
| Korail                                         |                                               |                                                                                 |
| Kumdzsong (Geumjeong) Szöul felé               | Kjongbu (Gyeongbu) vonal                      | Tangdzsong (Dangjeong ) Puszan (Busan) felé                                     |